# Ebblinghem
Ebblinghem é uma comuna francesa na região administrativa de Altos da França, no departamento do Norte. Estende-se por uma área de 9.2 km². Em 2010 a comuna tinha 676 habitantes (densidade: 73,5 hab./km²).